# Fontaine Sainte-Julitte (Ambon)
Pour les articles homonymes, voir Fontaine Sainte-Julitte.
La Fontaine Sainte-Julitte  est située  au lieu-dit «Sainte-Julitte», à  Ambon dans le Morbihan.
Immédiatement à la droite de la bretelle de sortie Ambon de la voie express direction « Nantes ».

## Historique
La fontaine fait l’objet d’une inscription au titre des monuments historiques depuis le 20 mars 1934.

## Architecture
La fontaine est construite sur un plan rectangulaire.
Ouverte sur trois côtés, le toit à deux pans est soutenu par quatre colonnes.
La façade est ornée d'un fronton sculpté de deux palmes et d'un cartouche portant la date 1677.
Le mur du fond est également décoré de palmes. 
Il comporte une niche votive bordée de godrons.